# Takayuki Fukumura
Takayuki Fukumura (født 22. december 1991) er en japansk fodboldspiller.